# Србобран Бранковић
Србобран Бранковић, рођен 8. јануара 1956, редовни је професор Факултета за економију финансије и администрацију Универзитета Сингидунум. Завршио је Факултет политичких наука у Београду, магистрирао је на ФПН а докторирао на Филозофском факултету у Београду. Директор је и сувласник компаније за истраживање јавног мњења ТНС Медијум Галуп (енгл. TNS Medium Gallup) српског члана Галуп интернашонал.
Објавио је на енглеском језику књигу „Serbia at War with Itself: Political Choice in Serbia“ и више од сто научних радова у домаћим и страним стручним часописима, као и универзитетски уџбеник методологије под називом „Методи искуственог истраживања друштвених појава“. Превођен је на енглески, италијански, немачки, шведски и словеначки.
Његов први роман „Двадесет четврта“ доживео је два издања и био у ужем избору за НИН-ову награду 2001. године.
Други роман, „Невидљиви град“, у издању ИП Добар наслов, изашао из штампе 2011. године.